# Phytoliriomyza collessi
Phytoliriomyza collessi är en tvåvingeart som beskrevs av Spencer 1977. Phytoliriomyza collessi ingår i släktet Phytoliriomyza och familjen minerarflugor. Inga underarter finns listade i Catalogue of Life.